# میهای موکانو
میهای موکانو (رومانیایی: Mihai Mocanu؛ ۲۴ فوریه ۱۹۴۲ – ۱۸ ژوئن ۲۰۰۹) بازیکن و مربی فوتبال اهل رومانی بود.
از باشگاه‌هایی که در آن بازی کرده‌است می‌توان به باشگاه فوتبال اومانیا و باشگاه فوتبال پترولول پلویشت اشاره کرد.
وی همچنین در تیم ملی فوتبال رومانی بازی کرده‌است.